# Halloween 4: The Return of Michael Myers
Halloween 4: The Return of Michael Myers (Halloween 4 - O Retorno de Michael Myers, no Brasil; Halloween 4 - O Regresso do Assassino, em Portugal) é um filme americano de 1988 dirigido por Dwight H. Little e produzido por Moustapha Akkad.

## Sinopse
Dez anos depois de seu massacre na cidade de Haddonfield, o doentio Michael Myers está sendo transferido do sanatório de doentes mentais de Richmond, quando foge exatamente no dia de Halloween e vai atrás de sua sobrinha Jamie Lloyd, de sete anos, para matá-la. 

## Elenco
- Donald Pleasence — Dr. Sam Loomis
- Ellie Cornell — Rachel Carruthers
- Danielle Harris — Jamie Lloyd
- George P. Wilbur — Michael Myers
- Beau Star — Xerife Ben Meeker
- Kathleen Kinmontt — Kelly Meeker
- Sasha Jenson - Brady
- Michael Pataki - Dr. Hoffman
- Gene Ross - Earl Ford
- Jeff Olson - Richard Carruthers
- Karen Alston - Darlene Carruthers

## Produção
Depois de Halloween III: Season of the Witch, Moustapha Akkad quis avançar com a franquia e trazer de volta Michael Myers. De acordo com o produtor Paul Freeman, um amigo de Akkad, com uma longa lista de créditos em seu nome, explicou a revista Fangoria, em 1988, que todo mundo que viu Halloween III, ficaram se perguntando: "Onde está Michael Myers ?". John Carpenter foi abordado por Cannon Films , que tinha acabado de lançar nos cinemas, The Texas Chainsaw Massacre 2, o convidaram para escrever e dirigir Halloween 4. Debra Hill estava planejando produzir o filme.

## Recepção

### Crítica
O filme obteve uma recepção crítica negativa. No Rotten Tomatoes, tem uma aprovação de 30% com base em 27 comentários, com uma nota média de 3,9/10. No Metacritic, tem uma pontuação de 34 de 100 com base em comentários de 10 críticos, o que indica "avaliações geralmente desfavoráveis".
Caryn James, do The New York Times, criticou-o por abandonar os pontos fortes do filme original, dizendo que "o suspense e o horror psicológico deram lugar à força e à resistência sobre-humanas". Variety descreveu-o "um filme sem frescuras e profissional".
O tempo tem sido relativamente bom para o filme, com muitas avaliações modernas sendo mais positivas. JoBlo.com publicou: "O filme é tenso, tem bons assassinatos e um excepcional final. The Shape (Michael Myers) está de volta e em boa forma, este é o meu Halloween favorito ao lado do primeiro." IGN declarou: "Halloween 4: The Return of Michael Myers se destaca como o segundo melhor filme de toda a série". Para Dread Central, Davey Connor destacou: "Halloween 4 é uma forte sequência, [um forte] filme de terror e filme de Halloween". Por fim, Adam Tyner, do DVD Talk, escreveu que "apesar de suas falhas, Halloween 4 é um dos melhores slashers do final dos anos 80, destacando-se em uma época em que o subgênero estava em declínio."